# ایان کواریر
ایان کواریر (انگلیسی: Iain Quarrier؛ زادهٔ ۱۲ آوریل ۱۹۴۱) هنرپیشه و تهیه‌کننده اهل کانادا است. وی تنها در پنج فیلم از اواسط دهۀ شصت میلادی تا اواخر آن حضور داشت و پس از قتل دوست نزدیکش شارون تیت در سال ۱۹۶۹ از این کار کناره گرفت. از فیلم‌هایی که وی در آن نقش داشته است می‌توان به بن‌بست و یک به علاوه یک اشاره کرد.